# Vogelfort
Vogelfort is een buurtschap ten zuidwesten van Hengstdijk, in de Nederlandse provincie Zeeland. De in de regio Zeeuws-Vlaanderen gelegen buurtschap, bevindt zich aan de kreek De Vogel. Het is vernoemd naar een voormalig fort gelegen aan de Hengstdijkse Keiweg.

## De buurtschap
De buurtschap Vogelfort is gelegen ten zuiden van Hengstdijk en ten noorden van Vogelwaarde. Vogelfort ligt in de Ser-Pauluspolder. De buurtschap bestaat uit twee losse delen, welke afzonderlijk zijn aangegeven met witte plaatsnaamborden.  Het ene deel bevindt zich aan de Vogelfort nabij de kruising met de Copwijkseweg en de Hengstdijkse Keiweg totdat de Vogelfort een hoek naar het oosten maakt. Het tweede gedeelte van de buurtschap ligt aan de Vogelfort tussen de kruising met de Vogeldijk en de kruising met de Vogelweg. De buurtschap behoorde oorspronkelijk tot Stoppeldijk.

## Het Fort
Vogelfort is ook een fort gelegen aan de Hengstdijkse Keiweg. Het fort werd in 1586 door de Spaansgezinden gebouwd om het Land van Hulst te beschermen voor Staatse invallen vanuit het Land van Axel. Ook controleerde het de toegangsweg tot de haven van Hulst, welke verliep via de Saxvliet.Tegenwoordig is op het terrein van het fort een boerderij gebouwd. Ten zuiden van de gelijknamige buurtschap is een deel van de contouren van het fort nog zichtbaar.